# Равенство перед законом
Ра́венство пе́ред зако́ном, равнопра́вие — важнейший принцип демократии и либерализма, согласно которому все граждане равны перед законом независимо от их расы, национальности, пола, сексуальной ориентации, места жительства, положения в обществе, религиозных и политических убеждений. Нарушение этого принципа называется дискриминацией.
Равноправие делает акцент на правах человека и их ограничениях. Предметом особого внимания является законодательная защита прав и равный доступ всех граждан к правовой системе.
Равенство перед законом включает одинаковую обязанность граждан соблюдать закон и равное отношение правоохранительных органов к различным нарушителям одних и тех же норм. Последнее тесно связано с принципом верховенства закона, поскольку требует, чтобы законы в равной степени относились к тем, кто их издаёт и кто обладает верховной властью. Правосудие не должно принимать во внимание происхождение, власть, обеспеченность или общественное положение стоящих перед ним лиц. Юрисдикция судов, которые выносят постановления по делам обычных граждан, должна распространяться на всех граждан.

## Возникновение
Концепция равенства граждан перед законом возникла в Древней Греции в период образования городов-государств. Греки отказались от почитания царской власти в качестве ключевой ценности общественной организации, что было характерно для большинства цивилизаций того времени. В городах-государствах важнейшие решения принимались с участием всех граждан мужского пола, получавших это право в обмен на участие в военных действиях, т. е. демоса, отсюда демократия. При этом принцип равноправия распространялся лишь на граждан города (они же были и членами фаланги во время войн), не касаясь женщин и рабов.

## Обобщённость правовых норм
Законы должны формулировать условия своей применимости в общих чертах, не указывая на конкретные лица, организации или малые социальные группы. Они не должны издаваться для решения конкретных задач, если при других обстоятельствах аналогичные действия властей были бы незаконными. Однако в ряде случаев требование обобщённости сталкивается с трудностями. Например, в социальных государствах некоторые нормы относятся к лицам чётко обозначенного социально-экономического статуса, и поскольку часть общества не считает эти законы оправданными, с точки зрения критиков, они представляют собой форму правовой дискриминации.

## Равный доступ к правовой системе
В силу социального неравенства, некоторые люди имеют лучший доступ к ресурсам для защиты своих интересов и, следовательно, лучшие шансы на выигрыш судебного дела. Корректировка подобных тенденцией часто сопряжена с объективными трудностями, которые осложняются вышеуказанным требованием обобщённости правовых норм и процедур.

## В истории
Легизм (нач. VIII в. до н. э.). Гуань Чжун, премьер-министр княжества Ци провозгласил принцип «Правитель и чиновники, высшие и низшие, знатные и подлые — все должны следовать закону. Это и называется великим искусством управления».
Афинский политик Солон (нач. VI в. до н. э.), один из знаменитых древнегреческих «Семи мудрецов», ставил себе в заслугу умение сохранить равенство.

## В мире
Статья 7 Всеобщей декларации прав человека гласит: 
Все люди равны перед законом и имеют право, без всякого различия, на равную защиту закона. Все люди имеют право на равную защиту от какой бы то ни было дискриминации, нарушающей настоящую Декларацию, и от какого бы то ни было подстрекательства к такой дискриминации.

## В России
В Российской Федерации имеет место де-юре равенство перед законом, которое декларируется в 19-й статье Конституции:

1. Все равны перед законом и судом.
2. Государство гарантирует равенство прав и свобод человека и гражданина независимо от пола, расы, национальности, языка, происхождения, имущественного и должностного положения, места жительства, отношения к религии, убеждений, принадлежности к общественным объединениям, а также других обстоятельств. Запрещаются любые формы ограничения прав граждан по признакам социальной, расовой, национальной, языковой или религиозной принадлежности.
3. Мужчина и женщина имеют равные права и свободы и равные возможности для их реализации.

### Комментарии
1. ↑  Существует мнение, что изменение политической системы было связано с появлением нового военного строя — фаланги, все члены которой во время боя имели равные обязанности.
2. ↑  Соотношение свободных граждан и рабов в городах-государствах составляло от 1:5 до 1:10 в разных полисах. Наибольшая доля рабов наблюдалась в Спарте.